# NGC 5161
NGC 5161 é uma galáxia espiral (Sc) localizada na direcção da constelação de Centaurus. Possui uma declinação de -33° 10' 28" e uma ascensão recta de 13 horas, 29 minutos e 13,7 segundos.
A galáxia NGC 5161 foi descoberta em 3 de Junho de 1836 por John Herschel.